# Unsichtbare Gegner (film 1977)
Unsichtbare Gegner è un  film di fantascienza del 1977, diretto da Valie Export.

## Trama
La storia d'amore di Peter  e della fotografa Anna è tormentata dalle sue paure, la donna è convinta che la città dove vive (Vienna) sia minacciata da un'invasione aliena, paura del tutto immotivata. L'isolamento a cui trova rifugio la donna la porterà sulla soglia della pazzia.